# Jacob Hunter Sharp
Jacob Hunter Sharp (6 février 1833 - 15 septembre 1907,) est un avocat, journaliste et homme politique du Mississippi, ainsi qu'un général dans l'armée des États confédérés pendant la guerre de Sécession. Il joue un rôle de premier plan de plusieurs grands engagements de l'armée du Tennessee sur le théâtre occidental, y compris lors de la campagne d'Atlanta en 1864, où il est plusieurs fois reconnu par ses commandants et ses pairs pour actes de bravoure au combat.

## Avant la guerre
Jacob Sharp naît à Pickensville en Alabama, fils d'Elisha Hunter Sharp et de sa femme, Sallie (Carter) Hunt, qui sont à l'origine une famille du comté de Hertford, en Caroline du Nord. Sa mère est la fille de l'ancien officier militaire Major Isaac Carter. Son frère Thomas L. Sharp qui deviendra un sénateur de l'État anti-guerre du Mississippi et un colonel dans l'armée confédérée pendant la guerre de Sécession. Il mourra au combat à la bataille d'Atlanta en 1864.
Lorsqu'il est un jeune enfant, Sharp part avec sa famille dans le comté de Lowndes, Mississippi. À l'âge de quinze ans, il retourne dans le comté de Pickens, Alabama, en 1850, et, plus tard, est diplômé de l'université de l'Alabama. Pendant ses études à l'université de l'Alabama, il rejoint la fraternité Alpha Delta Phi. Par la suite, Il retourne à Columbus, Mississippi après l'obtention de son diplôme, et devient avocat. Il épouse Miss Harris du Mississippi, fille du Juge Harris.

## Guerre de Sécession
Au début de la guerre de Sécession, Sharp s'enrôle dans le 1st Mississippi Battalion, qui plus tard est consolidé dans le 44th Mississippi Infantry (aussi connu comme le régiment de Blythe). Il gravit les échelons de soldat jusqu'à capitaine et participe à la bataille de Shiloh, à la campagne du Kentucky de Bragg et à la bataille de Murfreesboro. Promu au colonel en août 1863, il commande une brigade à la suite de la promotion en brigadier général de Patton Anderson et commande à Chickamauga et à la bataille de Missionary Ridge. 
Au cours de la campagne d'Atlanta de 1864, le général Anderson écrit dans son rapport officiel sur la bataille de Jonesboro, « les valeureux mississippians de Sharp pouvaient être vus en train d'ouvrir leur chemin, sur des petites parties jusqu'à la pente raide des ouvrages de l'ennemi. Les officiers pouvaient être clairement observés en train d'encourager les hommes à ce travail. L'un à cheval, que j'ai pris pour le général Sharp, a été particulièrement remarquable ».
Sharp devient brigadier général le 24 juillet 1864, à la suite de la blessure de brigadier général William F. Tucker à la bataille de Resaca et reçoit le commandement de la cinquième brigade de la division d'Edward Johnson du corps de Stephen D. Lee de l'armée du Tennessee.
Il participe à la campagne de Franklin-Nashville plus tard dans l'année. Lors de l'assaut au cours de la bataille de Franklin, le 30 novembre 1864, la division de Johnson charge les ouvrages après la tombée de la nuit et la brigade de Sharp se distingue dans la lutte désespérée, en prenant trois drapeaux de guerre de l'Union et laissant leurs morts et leurs blessés dans les tranchées et le long des ouvrages. À la suite de la bataille de Nashville en décembre, l'armée du Tennessee défaite retraverse la rivière Tennessee, le 26 décembre. La brigade de Sharp est alors en congé, jusqu'au 12 février 1865, quand elle est réactivée. En avril, lui et ses hommes se rendent à Bennett Place à la suite de la campagne des Carolinee.

## Après la guerre
Après la fin de la guerre plus tard dans l'année, Sharp retourne chez lui. Il reprend sa carrière juridique et devient rédacteur en chef d'un journal, publiant l'Indépendant de Columbus. Il sert également à la chambre des représentants du Mississippi pendant quatre ans et à la fin de sa vie, vit un temps à Jackson, Mississippi.
Sharp meurt à Columbus, Mississippi et y est enterré dans le cimetière de l'amitié,.